# Anthophiura ingolfi
Anthophiura ingolfi is een slangster uit de familie Ophiuridae.
De wetenschappelijke naam van de soort werd in 1930 gepubliceerd door H. Fasmer.